# I Hate My Village (album)
| Recensione    | Giudizio |
| ------------- | -------- |
| Rolling Stone |          |
| Rockol        |          |

I Hate My Village è l'album d'esordio dell'omonimo supergruppo italiano, pubblicato il 18 gennaio 2019 da La Tempesta Dischi.

## Tracce
1. Tony Hawk of Ghana – 2:53
2. Presentiment – 4:51
3. Acquaragia – 2:55
4. Location 8 – 0:44
5. Tramp – 2:42
6. Fare un Fuoco – 2:20
7. Fame – 3:23
8. Bahum – 2:18
9. I Ate My Village – 2:32

## Formazione
- Alberto Ferrari - voce
- Adriano Viterbini - chitarra elettrica, basso elettrico, tastiere
- Fabio Rondanini - batteria, percussioni, balafon
- Marco Fasolo - produttore [1]

## Accoglienza
(Gerardo Russo, Talassa Magazine, 2018)